# Cyathea arborea
Espèce
Statut CITES
Cyathea arborea est une espèce de fougère arborescente originaire d'Amérique du Sud et des Antilles.

## Description
Cette fougère arborescente peut atteindre 9 mètres de haut avec un tronc de 12 centimètres de diamètre, sans épines. Les feuilles sont horizontales.

## Habitat et distribution
Les Cyathea arborea forment des bosquets dans les plaines d'altitude des Antilles, du Venezuela jusqu'en Équateur.

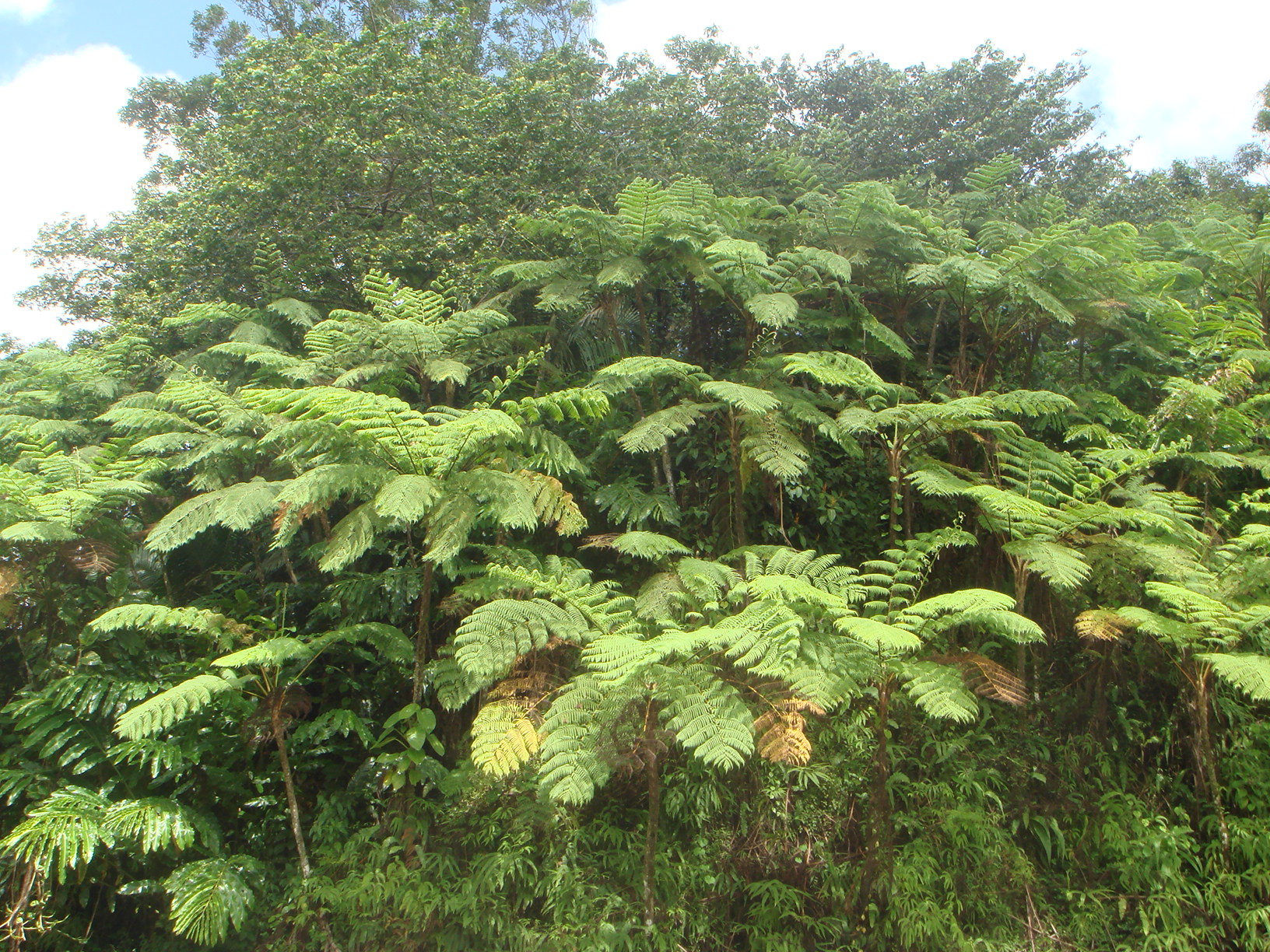
Cyathea arborea à  Porto Rico
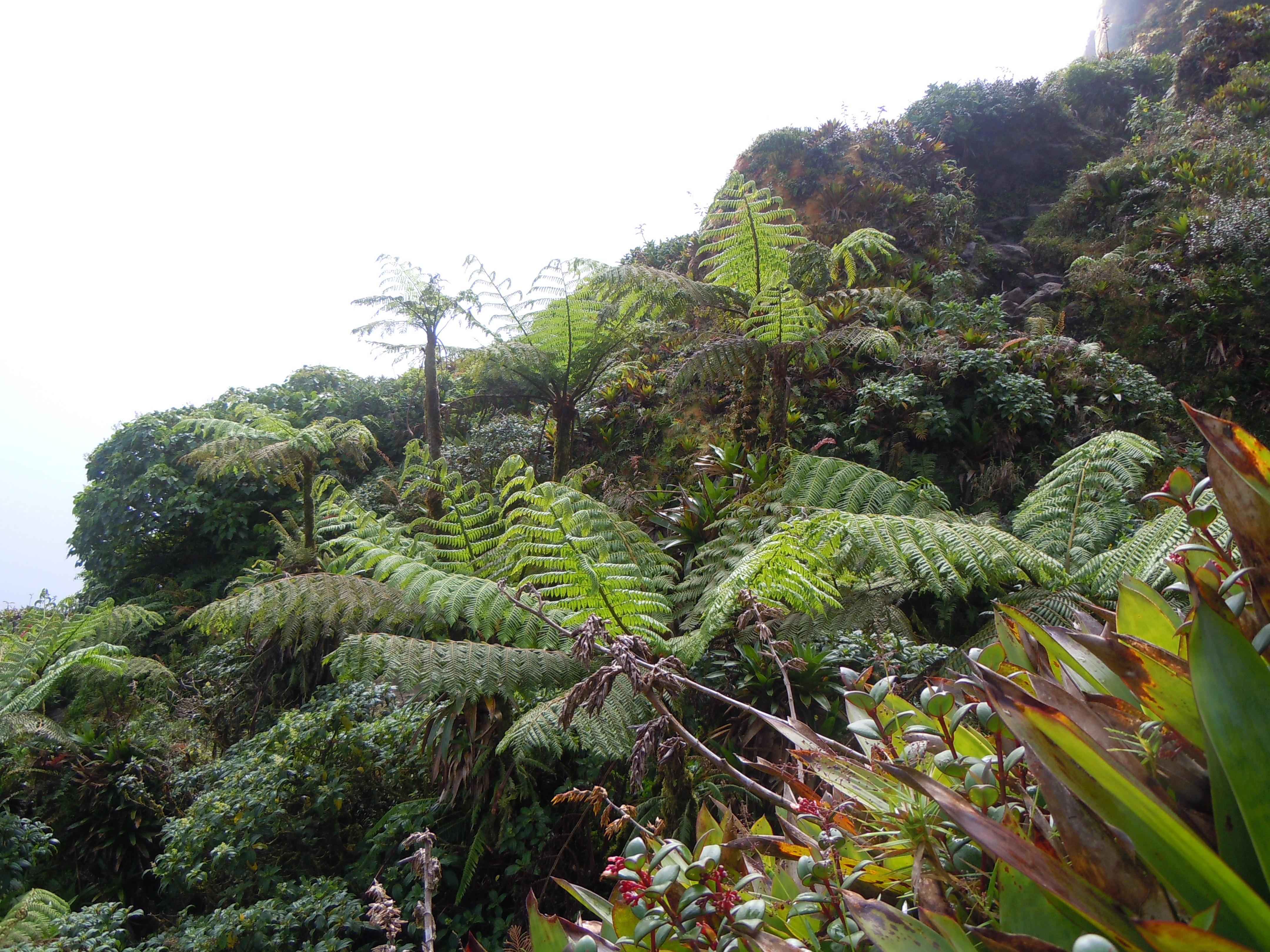
Cyathea arborea sur la Soufrière (Guadeloupe)